# Jeruzalémský syndrom

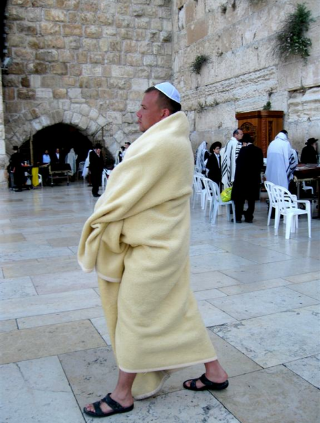
Jeruzalémský syndrom

Jeruzalémský syndrom je syndrom, který postihuje návštěvníky poutních míst v Izraeli, kdy se považují za nějakou biblickou postavu. Židů se syndrom prakticky netýká, muslimů jen okrajově. Devadesát pět procent postižených jsou křesťané. Z toho tvoří zhruba 60 procent protestanti a zbytek jsou pravoslavní a katolíci. Sedm pacientů z deseti bývají ženy.
Jeruzalémský syndrom je charakterizován jako stav akutní psychotické poruchy člověka po příjezdu na nábožensky významná místa v Jeruzalémě. Jedinci, u nichž se syndrom rozvine, se v krajním případě identifikují s některou z velkých postav abrahamovských svatých Písem – podle dat jsou častými Ježíš Kristus, Jan Křtitel nebo Mojžíš – nebo je náhle uchvátí role proroka, potřeba kázat a obracet ostatní k víře. Syndrom se může rozvinout u osob s předchozí anamnézou psychotického onemocnění nebo některé z poruch osobnosti, může ale vzniknout také u jedinců bez předchozí psychiatrické anamnézy. Klinický obraz jeruzalémského syndromu z hlediska psychiatrie zahrnuje náboženskou, reformátorskou nebo originární bludnou produkci, magické myšlení nebo zrakové a sluchové iluze a v krajním případě halucinace. Stav trvá obvykle několik dní, odezní se změnou prostředí, případně za přispění krizové intervence.

## Typologie
Etiopatogeneticky (z hlediska příčin vedoucích k rozvinutí stavu) jsou prozatím rozeznávány tři základní formy jeruzalémského syndromu, se kterými ovšem ne všichni odborníci sledující tuto problematiku souhlasí.
Typ 1: Jeruzalémský syndrom jako akutní psychotický stav vzniklý u osoby s  psychotickou poruchou v anamnéze.
Typ 2: Jeruzalémský syndrom jako psychotická dekompenzace při různých poruchách osobnosti, nejčastěji emočně nestabilní, historionské nebo obsedantně-kompulzivní.
Typ 3: Je považován za tzv. čistou formu jeruzalémského syndromu, která se vyvíjí u poutníků bez jakékoliv předchozí psychiatrické anamnézy či osobnostní dispozice. Mnozí psychiatři tuto formu neuznávají.